# Finwë
Finwë er en person fra fantasy-romanen Silmarillion af den engelske forfatter J.R.R. Tolkien. Han var Noldornes stor-konge og gift først med Miriel og senere med Indis. Han havde tre børn Fëanor, Fingolfin og Finarfin og er dermed forfader til praktisk taget alle Noldo-konger.
Finwë ledte Noldorne på deres vandring til Aman. Her fik han sine 3 sønner. Fëanor giftede sig med Nerdanel og sammen fik de 7 sønner. 
Fëanor var en dygtig håndværker og på sit højdepunkt lavede han 3 ædelsten kaldet Silmarillerne. Fëanor skattede Silmarillerne over alt andet, og blev langsomt mere og mere mistænksom overfor andre. Samtidig forsøgte Melkor (den onde, djævlen i Tolkiens univers) at skabe splid blandt Noldorne og han forsøgte at opildne Fëanors frygt for at andre ville stjæle Silmarillerne. Men det var først og fremmest Melkor selv der var ude på at stjæle Silmarillerne.
Det lykkedes Melkor at lokke Fëanor til at tro at hans halvbror Fingolfin var ude efter hans plads som arvtager efter Finwë, og Fëanor truede Fingolfin på livet. For dette blev Fëanor dømt til forvisning, og Fëanor rejste bort og tog Silmarillerne med sig. Efter nogen tid blev Fëanor genforenet med Fingolfin. Ved samme tid lykkedes det dog Melkor at ødelægge De to træer, at dræbe Finwë og stjæle Silmarillerne.
Fëanor var nu Noldornes stor-konge og han talte for at alle Noldor skulle følge ham til Midgård for at bekæmpe Melkor og generobre Silmarillerne. Fëanor og hans syv sønner svor nu en ed om at ville bekæmpe enhver der havde Silmarillerne.